# 毛球兰
毛球兰（学名：Hoya villosa）为夹竹桃科球兰属的植物。分布于柬埔寨、老挝、越南以及中国大陆的贵州、广西、云南等地，生长于海拔400米至600米的地区，多生长于山谷以及疏林下岩石上，目前尚未由人工引种栽培。